# UMG ABS

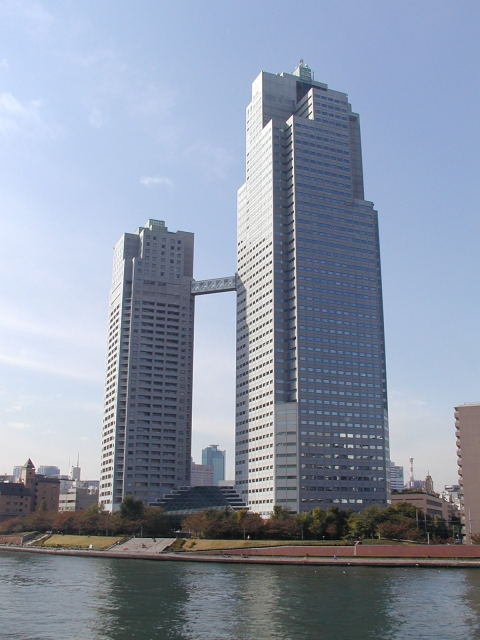
UMG ABS本社が入居していた聖路加タワー（写真手前）

UMG ABS株式会社（ユーエムジー・エービーエス、UMG ABS,LTD.）は、かつて存在した日本の化学メーカー。
三菱ケミカルと宇部興産（現・UBE）のABS樹脂事業における合弁企業で、主にABS樹脂の生産、販売を行っていた。
2018年4月にテクノポリマー株式会社（JSR完全子会社）と統合し、 テクノUMG株式会社となった。

## 概要
宇部サイコン株式会社（1963年設立。統合直前時点で宇部興産（現・UBE）とゼネラル・エレクトリック 〈GE〉の合弁企業）と、三菱レイヨン（現・三菱ケミカル）のABS樹脂事業部の統合により、2002年4月1日に設立。2017年時点では宇部興産と三菱ケミカルが出資する合弁会社であった。
2005年には日立化成工業（現・レゾナック）からASA樹脂事業の譲渡を受けた。
日本国内におけるABS樹脂の大手メーカーであり、日本国内向け出荷量では首位。
事業内容
ABS樹脂事業（ABS、ASA、SAN、AESの各ポリマー及びこれらを使用するコンパウンド品、並びに他の樹脂とのアロイ製品にかかる事業）

## 事業所
- 本社 - 東京都中央区
- 製造拠点 - 山口県宇部市、広島県大竹市（設備能力 180,000t）
- 技術開発センター - 山口県宇部市

## 沿革
- 1963年（昭和38年）-  宇部サイコン株式会社設立（宇部興産とボルグワーナー・ケミカルズとの合弁）。
- 1967年（昭和42年）- 三菱レイヨンが日東化学工業（1998年に三菱レイヨンに吸収合併）からABS樹脂事業を継承。
- 1988年（昭和63年）- GEがボルグワーナー・ケミカルズを買収。
- 2002年（平成14年）- 宇部サイコンと三菱レイヨンABS樹脂事業部が統合し、UMG ABS株式会社が設立される。
- 2005年（平成17年）- 日立化成工業（現・レゾナック）よりASA樹脂事業を譲渡される。
- 2018年（平成30年）- テクノポリマーと統合し、テクノUMG株式会社となる。

## 関連会社
- 宇菱通塑料香港有限公司
- 上海宇菱通貿易有限公司
- UMG ASIA（THAILAND） LTD.
- PT.UMGI PLASTICS
- 宇部樹脂加工株式会社